# Huang Minhao
Huang Minhao (en chino: 黄闽豪; 21 de agosto de 1992) es un deportista chino que compite en halterofilia.
Ganó una medalla de plata en el Campeonato Mundial de Halterofilia de 2018, en la categoría de 67 kg. En julio de 2019 estableció una nueva plusmarca mundial en arrancada de la categoría de 67 kg (155 kg).

## Palmarés internacional
| Campeonato Mundial | Campeonato Mundial     | Campeonato Mundial | Campeonato Mundial |
| Año                | Lugar                  | Medalla            | Categoría          |
| ------------------ | ---------------------- | ------------------ | ------------------ |
| 2018               | Asjabad (Turkmenistán) | Medalla de plata   | 67 kg              |